# Äggavisan
"Äggavisan" är en svensk folkvisa. Den handlar om barn som under valborgsmässoafton vandrar runt bland gårdarna för att tigga ägg och pengar. Den har bland annat spelats in av Folk och rackare.